# Praye
Praye é uma comuna francesa na região administrativa de Grande Leste, no departamento de Meurthe-et-Moselle. Estende-se por uma área de 8,72 km². Em 2010 a comuna tinha 262 habitantes (densidade: 30 hab./km²).